# Rulla in en boll och låt den rulla
Rulla in en boll och låt den rulla är en sång skriven av Gösta Linderholm, och inspelad av honom på albumet Jordsmak 1978.
Sången kom också in på Svensktoppen, där den låg i tio veckor under perioden 3 december 1978 till 4 februari 1979 och även toppade listan i två veckor.

### Fotnoter
1. ↑  ”Rulla in en boll och låt den rulla”. Svensk mediedatabas. 26 februari 1980. http://smdb.kb.se/catalog/id/001886060. Läst 13 september 2014.
2. ↑  ”Svensktoppen”. Sveriges radio. 26 februari 1978. https://sverigesradio.se/diverse/appdata/isidor/files/2023/3476.txt. Läst 13 september 2014.
3. ↑  ”Svensktoppen”. Sveriges radio. 26 februari 1979. http://sverigesradio.se/Diverse/AppData/Isidor/files/2023/3477.txt. Läst 13 september 2014.